# Kamień Śląski
Kamień Śląski (dodatkowa nazwa w j. niem. Groß Stein) – wieś w Polsce położona w województwie opolskim, w powiecie krapkowickim, w gminie Gogolin.

## Geologia

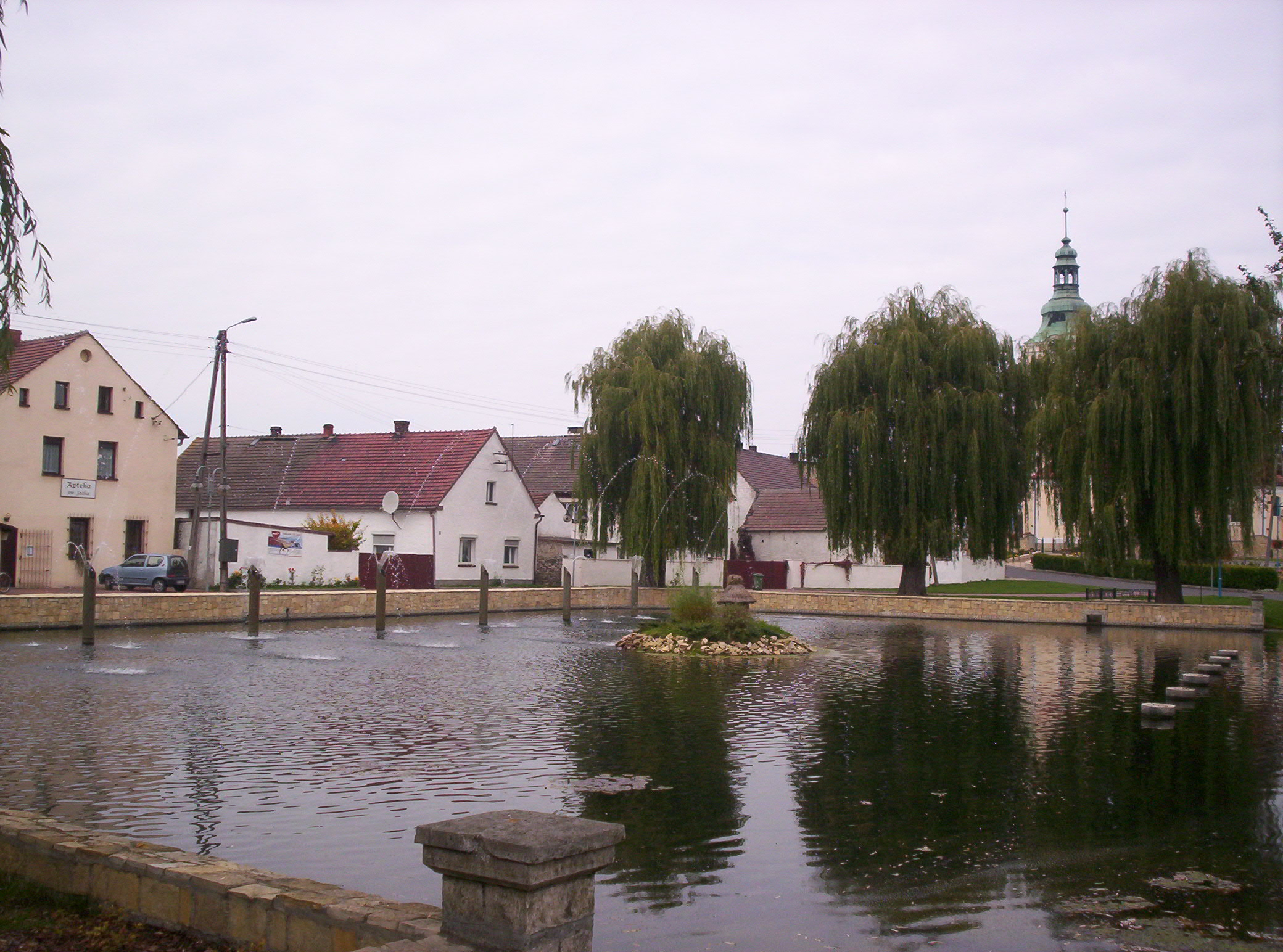
Zbiornik p.poż. w centrum wsi

W bezpośrednim sąsiedztwie wsi znajdują się dwa wielkie czynne kamieniołomy wapieni triasowych oraz jeden nieczynny, w którym są dwa zabytkowe piece wapiennicze. W centrum wsi ustawiono bardzo duży, jak na województwo opolskie, głaz narzutowy wymiarów 295 × 235 cm i minimum 180 cm wysokości.

## Historia

### Nazwa
W miejscowości tej nadal znajduje się kamień od którego pochodzi nazwa dawna miejscowości „Wielki Kamień”. Kamień ten znajduje się obecnie w centrum Kamienia Śląskiego i jest on nazywany przez niektórych „Diabelskim Kamieniem”. Kamień ten został przeniesiony z pierwotnego miejsca w 1980 roku

### Zarys historyczny
Po raz pierwszy miejscowość zanotowana została w najstarszej Kronice polskiej spisanej po łacinie w latach 1112–1116 przez Galla Anonima. Wspomniana jest w kronice dwukrotnie w łacińskiej nazwie Lapis jako siedziba Bolesława Krzywoustego oraz w zlatynizowanej polskiej nazwie castrum Kamencz (pol. gród Kamień). Wzmiankowana w XII w. jako gród warowny, siedziba rodu Odrowążów. Od XVIII do XX wieku osada należała do rodu Strachwitzów, którzy powoływali się na związki rodzinne z rodem Odrowążów, dlatego też wszyscy panowie Strachwitz na zamku w Kamieniu Śląskim nosili od XVIII wieku imię Hiacynt. Imię Hiacynt było odpowiednikiem imienia Jacek(prawdziwego imienia) w języku łacinskim(koscielnym) i było używane do nawiązania do legendy św. Jacka Odrowąża.
W alfabetycznym spisie miejscowości na terenie pruskiej prowincji śląskiej wydanym w 1830 roku we Wrocławiu przez Johanna Knie wieś występuje pod nazwami Gross Stein oraz Wielki Kamień. Topograficzny podręcznik Górnego Śląska z 1865 roku notuje miejscowość we fragmencie „Gross Stein (polnisch Kamien)”. 
W plebiscycie na Górnym Śląsku przeprowadzonym 20 marca 1921 roku w Kamieniu Śląskim (podobnie jak w wielu innych wsiach ówczesnego powiatu strzeleckiego) większość osób głosowała za przyłączeniem do Polski. Za Polską oddano 493 głosy (55,3%), za Niemcami zaś 398 głosów (44,7%). Ostatecznie jednak miejscowość pozostała w granicach Niemiec aż do roku 1945.
W latach 1954–1972 wieś należała i była siedzibą władz gromady Kamień Śląski.

## Lokalni święci
W 1183 r. urodził się tu święty Kościoła katolickiego – Jacek Odrowąż. Pochodzą stąd błogosławieni Czesław Odrowąż i Bronisława.
17 czerwca 2007 r., z okazji 750. rocznicy śmierci Jacka Odrowąża, przed miejscowym sanktuarium św. Jacka prymas Polski Józef Glemp odprawił uroczystą mszę. Homilię wygłosił Stanisław Dziwisz. We mszy uczestniczyli członkowie Konferencji Episkopatu Polski, kilkudziesięciu kardynałów, arcybiskupów i biskupów oraz kilka tysięcy wiernych.

## Osoby związane z Kamieniem Śląskim
- Seweryn Jędrysik, pseud. „Wallenstein”, „Jacentowicz” - ur. 25.08.1893 w Kamieniu Śląskim, zm. 5.09.1942 w KL Dachau, organizator POW Górnego Śląska w powiecie strzeleckim, powstaniec śląski, polski dominikanin i działacz niepodległościowy, kapelan Wojska Polskiego.

## Zabytki

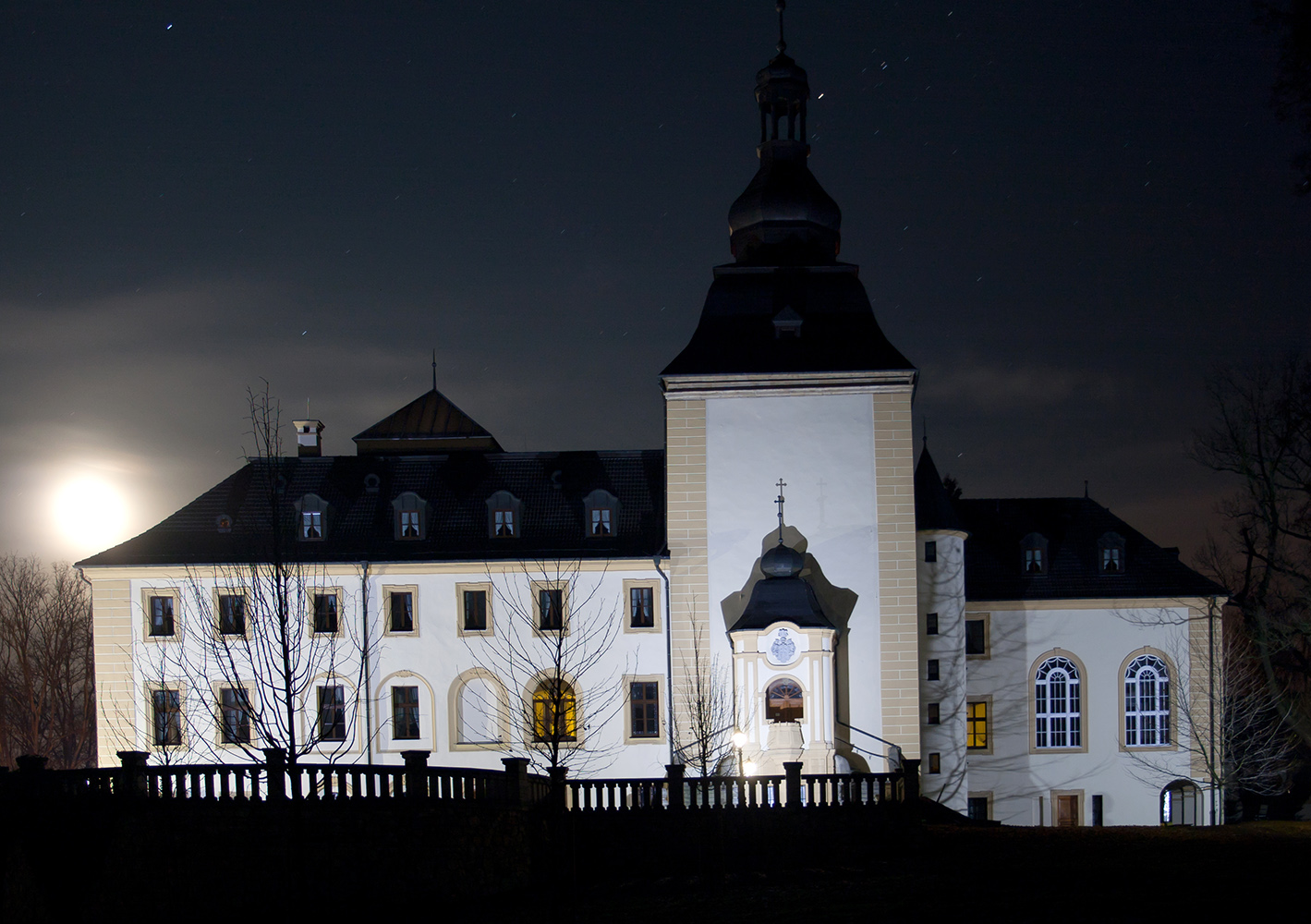
Pałac, widok strony zachodniej

Do wojewódzkiego rejestru zabytków wpisane są:
- zespół pałacowy i folwarczny, z XVII/XVIII w., XIX w.:
  - Pałac w Kamieniu Śląskim, późnobarokowy z XVII/XVIII w. z sanktuarium św. Jacka
  - park krajobrazowy wokół pałacu i sanatorium rehabilitacyjnego
  - dom
  - wozownia (nie istnieje)
  - stajnia
  - stodoła
- kościół par. pw. św. Jacka, z 1632 r. – XVII w., przebudowany w 1909 r. na neobarokowy, wypisany z księgi rejestru
- zbiorowa mogiła powstańców śląskich, na cmentarzu katolickim, przy ul. Klasztornej

inne zabytki i atrakcje turystyczno-pielgrzymkowe:
- klasztor zgromadzenia sióstr NP NMP z 1892 r.
- rezerwat przyrody o pow. ok. 14 ha

## Transport
W pobliżu wsi znajduje się zlikwidowane lotnisko Opole-Kamień Śląski, na którego terenie w 2013 powstało lądowisko Kamień Śląski.
2 km od wsi znajduje się stacja kolejowa na linii kolejowej nr 132 Bytom–Wrocław Główny. Do 2020 roku nosiła ona nazwę Kamień Śląski, obecnie Otmice.